# Kristen Wilson
Kristen Wilson (* 4. September 1969 in Chelmsford, Massachusetts) ist eine US-amerikanische Schauspielerin.

## Biografie
Wilson wuchs in Chelmsford, einer Stadt nahe Boston auf und wurde als Kind adoptiert. Sie wurde zur Tänzerin ausgebildet und arbeitete vier Jahre beim Boston Ballet. Sie machte den Bachelor of Fine Arts im Fach Musical theatre an der Syracuse University.
Wilson hatte ihr Filmdebüt 1992 in dem Film Prototype und spielte 1993 in Who's the Man? die Rolle der Maria. 1995 zog Wilson nach New York City und spielte in dem Fernsehfilm Tyson die erste Ehefrau von Mike Tyson, Robin Givens. 1996 drehte Wilson zusammen mit Adam Sandler und Damon Wayans den Film Bulletproof. Andere Filme mit Wilson umfassen unter anderem Dungeons & Dragons, Walking Tall – Auf eigene Faust, Dr. Dolittle und Dr. Dolittle 2.
Wilson spielte auch in einigen bekannten TV-Serien mit, wie zum Beispiel The District – Einsatz in Washington, Shark, What’s Up, Dad? oder Crossing Jordan – Pathologin mit Profil.
Ihren bislang letzten Auftritt absolvierte sie 2011 in den Film Mega Python vs. Gatoroid. Wilson war zweimal verheiratet, hat drei Kinder und lebt zurzeit in Los Angeles.

## Filmografie

### Film
- 1992: Prototype
- 1993: Who’s the Man?
- 1994: Dead Funny – Ein Scherz zuviel (Dead Funny)
- 1995: Tyson (Fernsehfilm)
- 1995: Die Sache mit den Frauen (The Pompatus of Love)
- 1996: Educating Matt Waters (Fernsehfilm)
- 1996: Girl 6
- 1996: Bulletproof
- 1996: Get on the Bus
- 1998: Dr. Dolittle
- 1999: Destiny – Einmal ganz oben stehen (Harlem Aria)
- 1999: Cross-Eyed
- 2000: The Photographer
- 2000: Dungeons & Dragons
- 2001: Dr. Dolittle 2
- 2002: Das Ritual – Im Bann des Bösen (Ritual)
- 2002: Geständnisse – Confessions of a Dangerous Mind (Confessions of a Dangerous Mind)
- 2004: Walking Tall – Auf eigene Faust (Walking Tall)
- 2005: Shackles – Hölle hinter Gittern (Shackles)
- 2005: Zwexies – Die Zwillingshexen (Twitches, Fernsehfilm)
- 2006: Dr. Dolittle 3
- 2006: Crossover
- 2007: Zwexies – Die Zwillingshexen zum Zweiten (Twitches Too, Fernsehfilm)
- 2008: Soccer Mom
- 2011: Mega Python vs. Gatoroid (Fernsehfilm)

### Fernsehserien
- 1992: Stand-Up Stand-Up
- 1994: Another World
- 1994, 1998: New York Undercover (zwei Folgen)
- 1996: Matt Waters (sechs Folgen)
- 1997: Big Easy – Straßen der Sünde (The Big Easy, eine Folge)
- 2001–2002: Crossing Jordan – Pathologin mit Profil (Crossing Jordan, drei Folgen)
- 2002: What’s Up, Dad? (My Wife and Kids, eine Folge)
- 2002–2003: The District – Einsatz in Washington (The District, neun Folgen)
- 2006: Shark (eine Folge)